# Grabenig
Grabenig ist eine Ortschaft in der Gemeinde Weitensfeld im Gurktal im Bezirk St. Veit an der Glan in Kärnten. Die Ortschaft hat 47 Einwohner (Stand 1. Jänner 2024).

## Lage
Grabenig liegt im Norden der Gemeinde Weitensfeld, auf dem Gebiet der Katastralgemeinde Zweinitz und der Katastralgemeinde Thurnhof, nordnordwestlich von Zweinitz. Die Streusiedlung erstreckt sich über eine Länge von etwa 3 Kilometer entlang des Zweinitzbachs und dessen Zubringers Pötschgerbach.
Zur Ortschaft gehören die Höfe Kultererhube (Nr. 1, 1a und 16), Kräuterkeusche (Nr. 2), Bergnerhube (Nr. 3), Öhlbrennerkeusche (Nr. 4), Ebner (Nr. 5), Kräuterhube (Nr. 6 und 7), Pinterhube (Binter, Nr. 8), Pichler (Nr. 9), Unterer Poganz (Nr. 10; nördlich davon war früher der Obere Poganz, Nr. 11), Pötschger (Nr. 12; etwas nördlich davon ein Haus ohne Vulgonamen, Nr. 15), Gruberkeusche (Nr. 13; daneben die Häuser Nr. 17, 18 und 19) und Schwarzwaldnerkeusche (Nr. 14), 

## Geschichte
Im 19. Jahrhundert wurde in Grabenig Blei abgebaut.
Ab Gründung der Ortsgemeinden Mitte des 19. Jahrhunderts gehörte Grabenig zur Gemeinde Gurk. 1871 trat die Gemeinde Gurk die Katastralgemeinden Thurnberg und Zweinitz an die Gemeinde Weitensfeld ab, somit gehörte Grabnig dann zur Gemeinde Weitensfeld. 
Im Oktober und November 1874 berichteten Tageszeitungen von Slowenien bis Böhmen über einen Suizid in Grabenig: Eine Bäuerin hatte sich in religiösem Wahn in den geheizten Backofen gelegt, um wie Laurentius von Rom zu sterben.
Bei der Kärntner Gemeindestrukturreform von 1973 kam Grabenig an die damals neu errichtete Gemeinde Weitensfeld-Flattnitz, bei deren Auflösung 1991 wieder zur Gemeinde Weitensfeld im Gurktal.

## Bevölkerungsentwicklung
Für die Ortschaft ermittelte man folgende Einwohnerzahlen:
- 1869: 14 Häuser, 74 Einwohner[4]
- 1880: 12 Häuser, 75 Einwohner[5]
- 1890: 13 Häuser, 83 Einwohner[6]
- 1900: 12 Häuser, 87 Einwohner[7]
- 1910: 13 Häuser, 94 Einwohner[8]
- 1923: 13 Häuser, 82 Einwohner[9]
- 1934: 117 Einwohner[10]
- 1961: 14 Häuser, 90 Einwohner[11]
- 2001: 17 Gebäude (davon 15 mit Hauptwohnsitz) mit 17 Wohnungen; 70 Einwohner und 0 Nebenwohnsitzfälle; 15 Haushalte; 1 Arbeitsstätte, 12 land- und forstwirtschaftliche Betriebe[12]
- 2011: 17 Gebäude, 58 Einwohner, 20 Haushalte, 3 Arbeitsstätten[13]
- 2021: 17 Gebäude, 46 Einwohner, 20 Haushalte, 11 Arbeitsstätten[14]